# Тодор Коблишка
Тодор Коблишка (Дубровник, 12. август 1867) нишлија словачког порекла, један од најистакнутијих интелектуалаца у Србији на прелазу деветнаестог у двадесети век, професор Прве нишке гимназије за латински, грчки језик и књижевност, српски и немачки језик, један од члановима редакције часописа „Градина” (који и данас излази у Нишу), све до погибије у Првом светском рату. Носилац је ордена „Светога Саве”, писац књиге „Речник мисли и изрека”, са преко 10.000 сентенци преко хиљаду књижевника, филозофа, научника, политичара, војсковођа и других великана.

## Живот и каријера
Родио се у Дубровнику 12. Августа 1867. године у породици Коблишка, од оца Јозефа, родом из Моравске у Словачкој, признатог војни хирурга у Дубровнику, и мајке рођене дубровчанке Ане Жакерија.
Матурирао је у дубровачкој гимназији 1884. године. и баш у ту време, доживети први сусрет, са Србијом, у којој ће касније провести највећи део живота. У Бечу је започео студије, које није окончао. Године 1891. године уписао студије језика на Филозофском факултету Високе школе у Београду, и дипломирао 1895. године. Исте године одлуком Министарства просвете и црквених дела постављен је за предавача у Првој нишкој мушкој гимназији, где је звање суплента стекао 1898. године. Након положеног стручног испита 1901. године, стекао је звање професора за латински и грчки језик и књижевност, српска и немачки језик.
Са својим полиглотским знањем Тодор Коблишка се брзо уклопио у интелектуални круг, и мешовити живот тадашњег варошког живота у Нишу, који је чинила мешавина оријенталног и надирућег европског. Тако да је: 
| „ | Високи и наочити Коблишка лако прихватио и српски варошке навике: седење у кафанама уз мало пића и много разговора, од безазлених ћаскања до бучних и жучних расправа о „светским” темама. | ” |

Живота у Нишу мотивисао је Коблишку да и званично затражи превођење из аустроугарског у српско подаништво. Добио га је, заједно са Сведочанство Министарства унутрашњих дела од 3. новембра 1898 . године, у коме пише:
| „ | Сведочанство Тодору Коблишки, наставнику Нишке гимназије, родом из Дубровника у Далмацији и Аустроугарској...којим се он има од дана...положене заклетве сматрати за урођеног сожитеља српског. | ” |

Године 1898. године 27-ог Септембра, Коблишка је у нишкој Саборној цркви, по православном обреду, ступио у брак са Катарином (Катицом) Николић, родом из Ковина (која је за то време била образованија девојка). У браку се родио син Душан (8. aвгуста 1902) који је био један од најстаријих школованих грађевинских инжењера у Јужној и источној Србији.
Погинуо је током Првог светског рата, у прогону учитеља у Нишу за време бугарско-немачко-аустроугарске окупације.

## Дело
Био је један оснивач и члан редакције, часописа „Градина”, основане 1900. године у Нишу. Био је то први књижевни часопис на ужем подручју Балкана, и сигурно први који је редовно објављивао преводе дела најугледнијих европских писаца с почетка 20. века. Један од најзаслужнијих био Тодор Коблишка, који је у редакцији (коју су чинили Милан Банић, Јеремија Живановић, Милан Костић и Светозар Обрадовић, као власник), био уредник рубрика за страну књижевност. Највећи број Коблишкиних објављених текстова били су преводи са француског, италијанског, немачког, латинског.

## Награде
За културни и просветни рад награђен је:
- 1911. Орден Светог Саве